# Carlos Torres Caro
Carlos Alberto Torres Caro (Casma, 14 de setiembre de 1963) es un abogado y político peruano. Fue congresista de la república durante el periodo 2006-2011.

## Biografía
Nació en la provincia de Casma, ubicado en el departamento de Áncash, el 14 de septiembre de 1963. Es hijo del profesor de historia, Marcos Torres Herrera, y de la educadora en Literatura y abogada Blanca Caro Anduaga, primera mujer en la historia del Perú que dirigió una gran unidad escolar de varones con más de 200 profesores y 4000 alumnos en tres turnos.
Es abogado y ostenta diversos grados y títulos. Es doctor en Derecho cum laude en la Especialidad de Filosofía, Política y Moral por la Universidad Complutense de Madrid. Especialista en Derechos Humanos cum laude, por el Instituto de Derechos Humanos de la Facultad de Derecho de la Universidad Complutense de Madrid. Ha seguido Estudios de posgrado en el Centro de Estudios Constitucionales del Senado Español de Madrid y en Ciencia Política en la Universidad de la Sorbona de París. Es diplomado en el Curso Internacional de Derechos Humanos para Profesores e Investigadores en Derechos Humanos por el Instituto de Derechos Humanos de Estrasburgo, Francia. Diplomado en Altos Estudios Internacionales por la SEI de España. Conciliador Extrajudicial.
Como parte de su experiencia profesional hizo una pasantía consultante de la Comisión de Derechos Humanos y de la Paz de la Unesco en París. Consultor de Derechos Humanos y Humanitarios de la Organización Internacional para las Migraciones de Naciones Unidas. Fue asesor principal de la Comisión de Derechos Humanos del Congreso Constituyente Democrático y de la Comisión Investigadora para el Caso La Cantuta. Ha sido fiscal provincial de Lima, Fiscal Superior Penal Titular de Lima y Fiscal Supremo Penal Adjunto y Asesor Principal Jefe del Gabinete de Asesores del Despacho de la Fiscalía de la Nación.
Además ha sido miembro de la Junta Directiva del Colegio de Abogados de Lima, Director de la Revista del Foro del Ilustre Colegio de Abogados de Lima, Director de la Página Dominical La República del Derecho y Presidente y miembro de Comisiones Ordinarias del Ilustre Colegio de Abogados de Lima. Ha sido incorporado como miembro honorario del Ilustre Colegio de Abogados de Ica, Ilustre Colegio de Abogados del Cusco, Ilustre Colegio de Abogados de Tacna y Moquegua, Ilustre Colegio de Abogados de La Libertad, Ilustre Colegio de Abogados de Piura, Ilustre Colegio de Abogados de Tumbes, Diploma de Honor del Ilustre Colegio de Abogados de Lima, del Ilustre Colegio de abogados del Callao, entre otros Ilustres Colegios de Abogados.
Asimismo, ha sido profesor, capacitador, expositor y consultor en diversas instituciones nacionales e internacionales. Se ha desempeñado como capacitados de Conciliación Extrajudicial, habiendo capacitado a más de 5 mil conciliadores extrajudiciales a nivel nacional. También capacitó en la Academia sed Práctica Forense a más de 5 mil abogados.

## Perfil profesional
Como parte de su experiencia profesional se desempeñó como consultante de la Comisión de Derechos Humanos y de la Paz de la Unesco en París. Ex-consultor de Derechos Humanos y Humanitarios de la Organización Internacional para las Migraciones. Exasesor principal de la Comisión de Derechos Humanos del Congreso Constituyente Democrático del Perú. Exasesor especial de la Comisión Investigadora del Congreso Constituyente Democrático para el Caso La Cantuta. Ha sido fiscal provincial Penal Titular de Lima, fiscal superior penal titular de Lima y fiscal supremo penal adjunto y asesor principal del Despacho de la Fiscalía de la Nación.
Además es exmiembro de la Junta Directiva del Colegio de Abogados de Lima, ex-director de la Revista del Foro del Ilustre Colegio de Abogados de Lima y ex-director de la página dominical La República del Derecho.

### Profesor universitario
Se ha desempeñado como profesor universitario de pregrado, maestría y/o doctorado en derecho en la Universidad Mayor de San Marcos, Pontificia Universidad Católica, Universidad de Lima, Universidad de San Martín de Porres, Universidad Inca Garcilaso de la Vega, Universidad Nacional Federico Villarreal, Universidad Nacional San Luis Gonzaga, Universidad Privada de Tacna, Universidad de Huánuco, Universidad de Piura, entre otras.
Por su actividad académica y profesional ha sido distinguido con diversas condecoraciones y reconocimientos.

## Carrera política
Carlos Torres Caro inicia su carrera política en las elecciones constituyentes de 1992, donde postuló al Congreso Constituyente Democrático por el Frente Nacional de Trabajadores y Campesinos (FRENATRACA), sin embargo, no resultó elegido. Nuevamente postuló al Congreso de la República en las elecciones parlamentarias del año 2000 por el partido Solidaridad Nacional.

### Congresista de la República
Para las elecciones generales del 2006, fue invitado por Ollanta Humala como parte de su plancha presidencial por la alianza entre el Partido Nacionalista Peruano y Unión por el Perú. Durante la campaña fue cuestionado debido a sus presuntos vínculos con el broadcaster Genaro Delgado Parker y con Vladimiro Montesinos en el Caso Huanucazo. Finalmente, la candidatura quedó en segundo lugar tras la victoria de Alan García del Partido Aprista Peruano.
Torres Caro también postuló por tercera vez al Congreso de la República encabezando la lista de candidatos por Lima Metropolitana y resultó elegido como congresista de la república para el periodo 2006-2011.
Luego, Torres Caro fue elegido como presidente de la Junta Directiva para la instalación del nuevo periodo parlamentario 2006-2011 al ser el congresista más votado del partido más votado y fue acompañado por Martha Hildebrandt y Luciana León, al ser las congresistas de mayor y menor edad del parlamento. Sin embargo, desde su ingreso al legislativo, Torres Caro decidió renunciar a las filas de UPP tras discrepar de Ollanta Humala por el proyecto que este tenía para el Perú. Tras esto, su renunciada fue criticada como un acto de tránsfuguismo por los miembros de su bancada. Esto fue duramente criticado por los congresistas nacionalistas y lo tildaron de tránsfuga.
Durante su gestión parlamentarias, fue presidente de la Comisión Especial Revisadora del Código Penal. En 2007, fue elegido como tercer vicepresidente de la Mesa Directiva presidida por Luis Gonzales Posada, donde fue cuestionada su postulación debido a la independencia de Torres Caro. También fue suspendido del parlamento tras haber tomado fotografías a los entonces congresistas José Vega y Javier Velásquez Quesquén en una fiesta realizada en Brasil.
Al culminar su gestión, se mantuvo alejado por un tiempo del ámbito político hasta que en las elecciones generales del 2016, se integró al partido Orden de Ántero Flores-Aráoz y postuló nuevamente al Congreso de la República sin tener éxito. De igual manera en las elecciones parlamentarias del 2020 por el partido Vamos Perú.
En las elecciones generales del 2021, Torres Caro anunció su adhesión al partido Alianza para el Progreso liderado por César Acuña.

## Publicaciones
Ha publicado 10 libros en materia jurídica:
- “Antología Jurídica”. Edición especial, Lima-Perú, 2005.
- “El Código Procesal Constitucional”. Sociedad de Estudio para una Cultura de Paz, Lima-Perú, 2005.
- “Legislación Nacional de Derechos Humanos”. Sociedad de Estudio para una Cultura de Paz y Jurista Editores, Lima-Perú, 2004.
- “Habeas Corpus y Amparo”. Jurista Editores, Lima-Perú, 2003.
- “El Fiscal y Práctica Procesal Penal”. Jurista Editores, Lima-Perú, 2003.
- “El Fiscal y la Técnica del Estudio y Resolución de Casos Penales”. Gráfica Horizonte, Lima-Perú, 2001.
- “El Defensor del Pueblo: La Magistratura de la Persuasión”. Gráfica Horizonte, Lima-Perú, 2001.
- “El Derecho de Resistencia a la Tiranía”. Pie de Trigo Editores y Publicistas, Lima-Perú, 2000.
- “El Principio de Oportunidad”. Administración de Empresas Librería Editorial, Lima-Perú, 1998.
- “El Fiscal y los Mecanismos de Control”. Fondo Editorial del Ministerio Público, Lima-Perú, 1997.

Asimismo, ha publicado diversos ensayos, artículos de coyuntura y trabajos jurídicos de investigación.
Por su actividad académica y profesional ha sido distinguido con diversas condecoraciones y reconocimientos. Miembro Honorario de la Asociación de Escritores, Artistas y Compositores. Miembro Honorario de la APDAYC. Medalla Juan Pablo II y Madre Teresa de Calcuta de la Institución Sembrando Valores. Diploma de Honor del Congreso de la República.